# Gualterio Looser
Gualterio Looser Schallemberg (Santiago, Región Metropolitana de Santiago, 4 de septiembre de 1898 - ibídem, 23 de julio de 1982) fue un botánico chileno, de origen suizo.

## Vida
Hijo de padre suizo, Ulrich Looser, y de madre suizo-francesa, Laura Schallemberg, y ambos originarios de la ciudad suiza de Toggenburg, Gualterio Looser nace en Santiago. Desde su infancia mostró interés por las ciencias naturales y comenzó a perfilarse como un naturalista. Se dedicaba a recolectar plantas, insectos, piedras, entre otros objetos que le llamaban la atención. Sus estudios los realiza en el Colegio Alemán de Santiago y posteriormente en el Liceo de Aplicación. El 3 de enero de 1916 obtuvo el grado de Bachiller en Humanidades en la Universidad de Chile.
Looser tenía deseos de estudiar ingeniería, pero trabajó, junto con su hermana Elena, en la industria paterna, una fábrica de repuestos agrícolas en Santiago. No obstante, siguió con su pasión: la actividad científica, especialmente la etnología, la etnografía y la arqueología. También creó una importante biblioteca, con volúmenes sobre botánica, arqueología y etnología, biblioteca que fue creciendo rápidamente, puesto que Looser adquiría todos los libros que tuvieran que ver con la ciencia. Looser contrajo matrimonio con Martha Hoffmann y tuvo un hijo: Leonel Looser Hoffmann.

## Labor en la ciencia y el MNHN

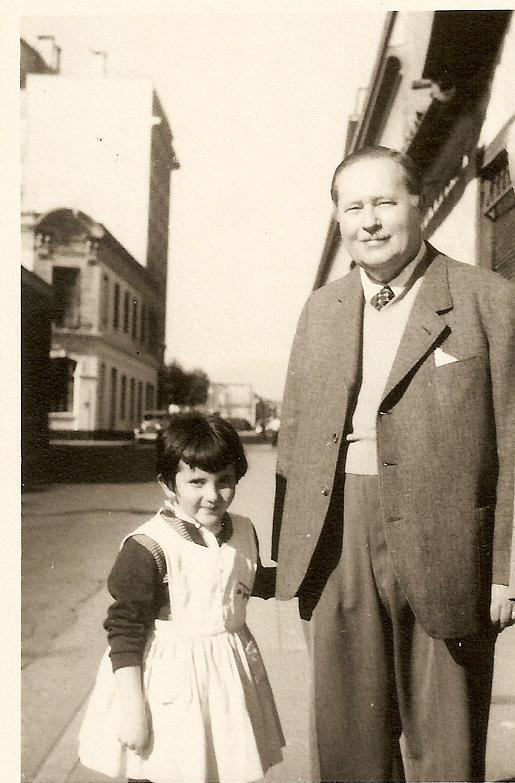
Looser y su ahijada

En 1922 ingresaría a la Escuela de Altos Estudios, creada por el MNHN para la especialización y formación de doctores en ciencias naturales. Dada su afición y entusiasmo por la antropología, en 1923 ingresaría a trabajar como ayudante ad honorem de Leotardo Matus, Jefe de la Sección de Antropología, Etnología y Arqueología del Museo. Durante su época de ayudante, Looser trabajó ad honorem hasta que en 1926 es nombrado Jefe de la sección, cargo que conservó hasta 1931, misma época en que comienza a publicar sus trabajos en la Revista Chilena de Historia Natural. Paralelamente es miembro y fundador de muchas sociedades científicas, como la Academia Chilena de Ciencias Naturales, la Sociedad Chilena de Historia y Geografía, la Sociedad Científica de Valparaíso, la Sociedad del Árbol, la Sociedad Chilena de Arqueología, y la Société de Americanistes de París, entre otras agrupaciones como la "American Fern Society", a la que se unió en 1928. 
En el MNHN coincide con el naturalista Carlos E. Porter, quien dirige la Revista de Historia Natural. En 1925 aparece el primer artículo de Looser en esta publicación. Sus trabajos botánicos fueron publicados en el boletín del MNHN; la botánica fue el área en la cual Looser hizo sus aportes más significativos, específicamente en el estudio de las plantas pteridófitos, campo en el que publicó más de 80 trabajos. Looser descubrió 29 especies, junto con un subgénero de musgo, y llegó a reunir un herbario de más de 40.000 ejemplares de plantas, que tras su muerte fue donado a la Fundación Aellen, de Suiza. Sus observaciones botánicas se detallan en Botánica miscelánea, una serie de publicaciones aparecidas entre 1928 y 1956. En éstas, se ve el interés de Looser por varios aspectos de la botánica, desde la taxonomía hasta la ecología, considerando también aspectos fisiológicos y fitogeográficos. El aporte de Gualterio Looser a la ciencia en Chile es considerable, y se expresa en las 427 publicaciones que produjo durante su vida como hombre de ciencias, además de ser considerado una autoridad en el ámbito de las plantas pteridófitas.
El 3 de febrero de 1943 es miembro fundador de la Asociación Folklórica Chilena (actualmente Sociedad de Folclor Chileno) junto a: Aureliano Oyarzún Navarro, Ismael Edwards Matte, Domingo Santa Cruz, Oreste Plath, Ricardo Donoso, Raúl Silva Castro, Benedicto Chuaqui, Andrés Sabella, Carlos Lavín, Oscar Cortés, Humberto Grez, Leopoldo Pizarro, Vicente Reyes Covarrubias, Víctor Castro, Gualterio Looser, Luis Gómez Catalán, Alberto Ried, Remigio Acevedo, Carlota Andrée, María Luisa Sepúlveda, Camila Bari de Zañartu, Emilia Garnham, Carlos S. Reed, Sady Zañartu, Juana Risi de Maldini, María Bichón. Se consideraron socios a todos los que asistieron a la primera reunión.
En abril de 1977 la Facultad de Filosofía de la Universidad de Zúrich le concede el grado de Doctor en Filosofía, por su labor de recolección e investigador de la flora y fauna chilena. En tanto, en 1979, la Sociedad de Biología de Chile y la Pontificia Universidad Católica también homenajearon a Gualterio Looser. La casa de estudios, a la cual Looser estuvo vinculado durante más de medio siglo, lo nombró Profesor Honorario de la Facultad de Ciencias Biológicas, además de entregarle una Medalla al Mérito por su labor como secretario de la Academia Chilena de Ciencias Naturales.

## Obras (selección)
- 1934. Geografía Botánica de Chile Traducción de Karl F. Reiche “Grundzüge der Pflanzenverbreitung in Chile“
- 1928 Botánica miscelánea. Revista Univ. (Santiago) 13, 523
- 1935 Smith L.B. & Looser G. Las especies chilenas del género Puya. Rev. Univ. (Santiago) 20, 241-279.
- 1948 The ferns of southern Chile. Amer. Fern J. 38, 33-44
- 1955 Los helechos (Pteridófitos) de Chile central. Moliniana 1, 5-95
- 1973 El botánico chileno Eberhard Kausel. Bol. Soc. Argent. Bot. 15, 137

- La abreviatura «Looser» se emplea para indicar a Gualterio Looser como autoridad en la descripción y clasificación científica de los vegetales.[3]

## Plantas de G. Looser
- Blechnum chilensis (Kaulf.) Mett. var. reedii (Phil.) Looser (=B.cordatum (Desv.) Hieron.)
- Blechnum fernandezianum (Looser)Prada et Rolleri (= Blechnum blechnoides var fernandezianum[4])
- Copiapoa taltalensis (Werderm.) Looser
- Cryptocarya alba (Molina) Looser
- Dicranopteris squamulosa (Desv.) Looser  var gunckeliana Looser (=Gleichenia squamulosa (Desv.) T.Moore var.gunckeliana (Looser) Duek)
- Dennstaedtia glauca (Cav.) C.Chr. ex Looser
- Garaventia graminifolia (F.Phil.) Looser
- Laurelia philippiana Looser (=Laureliopsis philippiana (Looser) Schodde)
- Ochagavia carnea L.B.Sm. & Looser
- Polypodium feuillei Bertero var. ibañezii Looser
- Polystichum chilense (Christ) Diels var. dusenii Looser ex R.A.Rodr.

## Honores

### Epónimos
Diversos autores recuerdan a Looser con epítetos específicos:
- Sergei M. Bukasov Solanum looseri (=S. etuberosum Lindl.)
- Ángel L. Cabrera Nassauvia looseri (Asteraceae)
- Harold N. Moldenke Aloysia looseri (Verbenaceae)
- Karl Suessenguth Amaranthus looseri (Amaranthaceae)
- Ivan M. Johnston Astragalus looseri (Fabaceae)
- Benkt Sparre Tropaeolum looseri (Tropaeolaceae)

## Herbario
Sus colecciones se depositaron en el "Conservatorio y Jardín Botánico de la ciudad de Ginebra".